# Carlo Brioschi
Carlo Brioschi (24. června 1826 v Miláně – 12. listopadu 1895 ve Vídni), byl rakouský dvorní dekorační malíř.

## Životopis a dílo
Carlo Giovanni Aristide Brioschi byl synem dekoračního malíře Giuseppe Brioschiho († ve Vídni1856). Měl dva syny Othmara Brioschiho (1854–1912) a Antona Brioschiho (1855–1920). V roce 1853 působil v Paříži. Od roku 1856 do roku 1886 byl jako následovník svého otce členem předsednictva malířského ateliéru Vídeňské dvorní opery. Na Vídeňské Akademii jej vyučovali Leopold Kupelwieser(1841–1925), Thomas Ender (1793–1875 a Franz Steinfeld (1787–1868).
S Johannem Kautským a Hermannem Burghartem založil Carlo Brioschi společný podnik „Brioschi, Burghart und Kautsky, k.u.k. Hoftheatermaler in Wien“, ve kterém vedle desítek tesařů, zámečníků, mechaniků a správních zaměstnanců byli i četní malíři, jako Georg Janny, Konrad Petrides, Leopold Rothaug, Ferdinand Brunner a Alfons Mucha.
Ateliér získával zakázky jak doma, tak v zahraničí. Dodával do Německa, Česka, Anglie i Ameriky. Metropolitní opera v New Yorku byla jeho častým zákazníkem. Atelier mimo jiné vytvořil i jevištní dekoraci pro vídeňskou premiéru opery Tristan a Isolda.